# Just Dance Kids 2
Just Dance Kids 2 är ett TV-spel till Wii, Xbox 360 och Playstation 3, spelet är del av spelserien Just Dance utvecklad av Ubisoft. Det är ett dansspel med populära barnsånger. Den släpptes 25 oktober 2011 och innehåller 40 låtar.

## Låtar
| Song                                      | Artist                              | Svårighetsgrad | Ansträngning | År   | Spelarläge | Sångfilter | Svårighetsgradsfilter | Dansare    |
| ----------------------------------------- | ----------------------------------- | -------------- | ------------ | ---- | ---------- | ---------- | --------------------- | ---------- |
| "Accidentally in Love"                    | Counting Crows                      | 2              | 1            | 2004 | Trio       | Younger    | Easy                  | ♀/♀/♀      |
| "Alright"                                 | David Choi                          | 2              | 2            | 2011 | Solo       | Older      | Hard                  | ♂          |
| "Are You Sleeping"#                       | The Just Dance Kids                 | 1              | 2            | 1995 | Trio       | Younger    | Easy                  | ♂/♂/♂      |
| "Barbara Ann"                             | The Beach Boys                      | 1              | 1            | 1965 | Trio       | Older      | Easy                  | ♀/♂/♀      |
| "Burnin' Up"                              | Jonas Brothers                      | 3              | 3            | 2008 | Trio       | Older      | Hard                  | ♂/♂/♂      |
| "Crocodile Rock"                          | Nelly Furtado & Elton John          | 2              | 3            | 2011 | Trio       | Older      | Hard                  | ♂/♀/♂      |
| "Despicable Me"                           | Pharrell Williams                   | 2              | 1            | 2010 | Trio       | Older      | Easy                  | ♀/♂/♀      |
| "Dumb Love"                               | Sean Kingston                       | 2              | 2            | 2010 | Trio       | Older      | Hard                  | ♀/♂/♀      |
| "Feeling Good"                            | Michael Bublé                       | 2              | 2            | 2005 | Trio       | Older      | Hard                  | ♀/♂/♀      |
| "Five Little Monkeys"                     | The Just Dance Kids                 | 1              | 3            | -    | Dance Crew | Younger    | Easy                  | ♂/♀/♀/♂/♀  |
| "Follow the Leader"                       | The Wiggles                         | 1              | 2            | 2011 | Trio       | Younger    | Easy                  | ♀/♂/♀      |
| Girls Can Too                             | Tyler Van Der Berg                  | 2              | 3            | 2011 | Trio       | Older      | Hard                  | ♀/♀/♀      |
| "Hand In Hand"*                           | The Just Dance Kids                 | 2              | 2            | 2011 | Trio       | Older      | Hard                  | ♀/♂/♀      |
| "Head, Shoulders, Knees & Toes"#          | Nadia Gifford                       | 1              | 2            | -    | Trio       | Younger    | Easy                  | ♀/♂/♀      |
| "Hold Still"                              | Yo Gabba Gabba!                     | 1              | 2            | 2007 | Trio       | Younger    | Easy                  | ♀/♂/♀      |
| "I'm A Gummy Bear (The Gummy Bear Song)"# | Gummibär                            | 1              | 1            | 2007 | Trio       | Younger    | Easy                  | ♂/♀/♂      |
| "I'm Gonna Catch You"                     | Laurie Berkner                      | 1              | 2            | 2002 | Trio       | Younger    | Easy                  | ♀/♀/♀      |
| "Intuition"                               | Selena Gomez & the Scene            | 2              | 2            | 2010 | Trio       | Older      | Hard                  | ♀/♀/♀      |
| "Istanbul (Not Constantinople)" (4)       | They Might Be Giants                | 3              | 2            | 1990 | Trio       | Younger    | Hard                  | ♀/♂/♀      |
| "Itsy Bitsy Spider"#                      | The Just Dance Kids                 | 1              | 1            | 1910 | Trio       | Younger    | Easy                  | ♂/♀/♂      |
| "Jingle Bells"#                           | The Just Dance Kids                 | 1              | 1            | 1822 | Trio       | Younger    | Easy                  | ♀/♂/♀      |
| "Jump Up!"                                | Imagination Movers                  | 2              | 3            | 2009 | Trio       | Younger    | Easy                  | ♀/♂/♀      |
| "Just The Way You Are"                    | Bruno Mars                          | 5              | 6            | 2010 | Trio       | Older      | Hard                  | Girl\|Girl |
| "Lollipop"                                | The Chordettes                      | 1              | 2            | 1958 | Trio       | Younger    | Easy                  | ♀/♀/♀      |
| "Love Me"                                 | Justin Bieber                       | 2              | 2            | 2009 | Trio       | Older      | Hard                  | ♀/♂/♀      |
| "Mah Nà Mah Nà"                           | Piero Umiliani                      | 2              | 1            | 1968 | Trio       | Younger    | Easy                  | ♀/♂/♀      |
| "On Our Way"*                             | The Just Dance Kids                 | 1              | 2            | 2011 | Trio       | Younger    | Easy                  | ♂/♂/♂      |
| "Party Goes Down"*                        | The Just Dance Kids                 | 2              | 2            | 2011 | Trio       | Older      | Hard                  | ♂/♂/♂      |
| "Positivity"                              | Ashley Tisdale                      | 3              | 2            | 2007 | Trio       | Older      | Hard                  | ♀/♀/♀      |
| "Rocketeer"                               | Far East Movement feat. Ryan Tedder | 2              | 1            | 2010 | Trio       | Older      | Hard                  | ♀/♂/♀      |
| "Shake Your Groove Thing"                 | Peaches & Herb                      | 2              | 2            | 1978 | Trio       | Older      | Hard                  | ♀/♂/♀      |
| "Something That I Want" (DP)              | Grace Potter                        | 2              | 2            | 2010 | Trio       | Older      | Hard                  | ♂/♀/♂      |
| "Song 2" (2D)                             | Blur                                | 1              | 3            | 1997 | Trio       | Younger    | Easy                  | ♂/♂/♂      |
| "Start All Over"                          | Miley Cyrus                         | 2              | 3            | 2007 | Trio       | Older      | Hard                  | ♀/♀/♀      |
| "Summer School"                           | Twirl                               | 2              | 3            | 2011 | Trio       | Older      | Hard                  | ♀/♀/♀      |
| "The Hokey Pokey"#                        | The Just Dance Kids                 | 1              | 1            | 1940 | Trio       | Younger    | Easy                  | ♀/♂/♀      |
| "The Lion Sleeps Tonight"#                | The Tokens                          | 1              | 1            | 1961 | Trio       | Younger    | Easy                  | ♀/♀/♀      |
| "The Robot Song"                          | Yo Gabba Gabba!                     | 2              | 2            | 2008 | Trio       | Younger    | Hard                  | ♂/♀/♂      |
| "The Shimmie Shake!"                      | The Wiggles                         | 1              | 2            | 1986 | Trio       | Younger    | Easy                  | ♂/♀/♂      |
| "Whip My Hair"                            | Willow Smith                        | 3              | 3            | 2010 | Trio       | Older      | Hard                  | ♀/♀/♀      |

- Alla låtar förutom 'Yo Gabba Gabba', 'The Wiggles', 'Twirl', 'David Choi', 'Imagination Movers' och 'Tyler Van Der Berg' är cover-versioner.
- En "*" visar att sången är instrumental i PAL-versionen.
- En "#" visar att låten kan spelas på olika språk.
- En "(4)" visar att låten finns även med i Just Dance 4.
- A "(2D)" visar att låten finns även med som ett DLC i Just Dance 2.
- A "(DP)" visar att låten finns även med i Just Dance: Disney Party.